# Erica Magnaldi
Erica Magnaldi (Cuneo, 24 agosto 1992) è una ciclista su strada ed ex fondista italiana che corre per l'UAE Team ADQ. È attiva tra le Elite dal 2017.

## Carriera
Nata nel 1992 a Cuneo, dai sei ai diciannove anni pratica lo sci di fondo, arrivando a venire aggregata al Centro Sportivo Esercito e a prendere parte all'Universiade invernale 2013 in Trentino. Passata al ciclismo, nel luglio 2017 vince la granfondo amatoriale Maratona delle Dolomiti. A fine 2018 si laurea in Medicina e Chirurgia all'Università di Torino, specializzandosi in pediatria.
Nel settembre 2017, a 25 anni, passa al ciclismo Elite con il team BePink. L'anno dopo ottiene i primi risultati, vincendo l'ultima tappa del Tour de l'Ardèche e piazzandosi quarta al Tour of California, gara del World Tour. In stagione partecipa anche al suo primo Giro d'Italia (chiude tredicesima) e a diverse classiche del calendario mondiale, tra cui Trofeo Alfredo Binda, Giro delle Fiandre, Freccia Vallone e Liegi-Bastogne-Liegi, oltre che, in maglia azzurra, alla gara in linea Elite dei Mondiali di Innsbruck, in cui conclude 20ª. Sempre nel 2018 conquista la medaglia di bronzo nella corsa in linea ai Giochi del Mediterraneo di Tarragona, chiudendo a 3'18" dalla medaglia d'oro, la connazionale Elisa Longo Borghini.
Nel 2019 passa alla formazione tedesca WNT-Rotor; durante l'anno conclude decima al Trofeo Alfredo Binda, ottava ai campionati italiani in linea e quarta al Tour de l'Ardèche, ma principalmente in top ten, decima, nella classifica generale del Giro d'Italia. Anche nel 2020 rimane tra le file della WNT, nel frattempo divenuta Ceratizit-WNT.

## Palmarès
- 2018 (BePink, una vittoria)

7ª tappa Tour de l'Ardèche (Chomérac > Privas)

### Altri successi
- 2022 (UAE Team ADQ)

Classifica scalatrici Setmana Ciclista - Volta a la Comunitat Valenciana fémines

## Piazzamenti

### Grandi Giri
- Giro d'Italia

2018: 13ª
2019: 10ª
2020: 19ª
2021: 13ª
2022: 8ª
2023: 5ª
2024: 14ª
- Tour de France

2022: 18ª
2023: 13ª
2024: 12ª
- Vuelta a España

2023: 8ª
2024: 15ª

### Classiche
- Giro delle Fiandre

2018: 40ª
2019: 28ª
- Liegi-Bastogne-Liegi

2018: 13ª
2019: 72ª
2020: ritirata
2021: 16ª

### Competizioni mondiali
- Campionati del mondo

Innsbruck 2018 - In linea Elite: 20ª
Imola 2020 - In linea Elite: 65ª
Zurigo 2024 - In linea Elite: 56ª
- Campionati europei

Trento 2021 - In linea Elite: 24ª